# Letiště Cagliari
Letiště Maria Mameliho Cagliari-Elmas (IATA: CAG, ICAO: LIEE) (italsky Aeroporto Mario Mameli di Cagliari-Elmas) je hlavní a největší mezinárodní letiště na italském ostrově Sardinie. Leží 7 km severozápadně od hlavního města Cagliari v obci Elmas.

## Historie
V roce 1937 byla na letišti postavena první budova pro cestující podle návrhů architekta Giorgia Gandiniho. Po dvaceti letech byl postaven nový terminál, který byl slavnostně otevřen 26. března 1958; v roce 1980 byl otevřen třetí terminál, navržený Johnem Marrsem.
V roce 2003 byl prezidentem Itálie Carlem Ciampim slavnostně otevřen nový mezinárodní terminál se 6 výstupními branami, který má kapacitu 4 000 000 cestujících ročně.
V roce 2008 zaznamenalo letiště nárůst přepravy o 9,7 % oproti předchozímu roku, v roce 2009 to bylo 19,77 % oproti roku 2008.

## Aerolinie a destinace
(Aktualizováno 5. dubna 2024.)
| Letecká společnost | Destinace          | Destinace |
| ------------------ | ------------------ | --- |
| Air Dolomiti       | Německo            | Sezónně: Frankfurt |
| Air France         | Francie            | Sezónně: Paříž-Charlese de Gaulla |
| Austrian Airlines  | Rakousko           | Sezónně: Vídeň |
| British Airways    | Spojené království | Sezónně: Londýn-Gatwick |
| easyJet            | Francie            | Sezónně: Lyon · Paříž-Orly |
| easyJet            | Itálie             | Milán-Malpensa \| sezónně: Neapol |
| easyJet            | Spojené království | Sezónně: Londýn-Gatwick |
| easyJet            | Švýcarsko          | Sezónně: Basilej · Ženeva |
| Edelweiss Air      | Švýcarsko          | Sezónně: Curych |
| Eurowings          | Německo            | Sezónně Düsseldorf · Hamburk · Stuttgart |
| Iberia             | Španělsko          | Sezónně: Madrid |
| ITA Airways        | Itálie             | Milán-Linate · Řím-Fiumicino |
| KLM                | Nizozemsko         | Sezónně: Amsterdam |
| Lufthansa          | Německo            | Sezónně: Frankfurt · Mnichov |
| Luxair             | Lucembursko        | Sezónně: Lucemburk |
| Neos               | Itálie             | Sezónně: Bologna · Milán-Malpensa · Verona |
| Neos               | Německo            | Sezónně Hamburk |
| Neos               | Španělsko          | Sezónně: Barcelona |
| Ryanair            | Belgie             | Brusel-Charleroi |
| Ryanair            | Francie            | Beauvais \| sezóně: Carcassonne |
| Ryanair            | Irsko              | Dublin |
| Ryanair            | Itálie             | Bari · Benátky · Bergamo · Bologna · Cuneo · Janov · Katánie · Milán-Malpensa · Neapol · Palermo · Parma · Perugia · Pisa · Rimini · Řím-Ciampino · Terst · Turín · Verona |
| Ryanair            | Maďarsko           | Budapešť |
| Ryanair            | Německo            | Düsseldorf · Hahn · Karlsruhe · Norimberk |
| Ryanair            | Polsko             | Krakov · Poznaň \| sezónně: Varšava-Modlin |
| Ryanair            | Portugalsko        | Porto |
| Ryanair            | Rakousko           | Sezónně: Vídeň |
| Ryanair            | Spojené království | Londýn-Stansted |
| Ryanair            | Španělsko          | Madrid · Palma de Mallorca · Sevilla · Valencie |
| Ryanair            | Švédsko            | Göteborg |
| Sky Alps           | Itálie             | Sezónně: Bolzano |
| Smartwings         | Česko              | Sezónně: Praha |
| Transavia France   | Francie            | Paříž-Orly |
| Volotea            | Itálie             | Sezónně: Ancona · Benátky · Brindisi · Florencie · Salerno · Turín · Verona                                                                                                |
| Volotea            | Francie            | Sezónně: Marseille · Nantes |
| Volotea            | Řecko              | Sezónně: Athény |
| Volotea            | Španělsko          | Sezónně: Barcelona · Bilbao |
| Vueling            | Španělsko          | Barcelona |